# Posilovač řízení

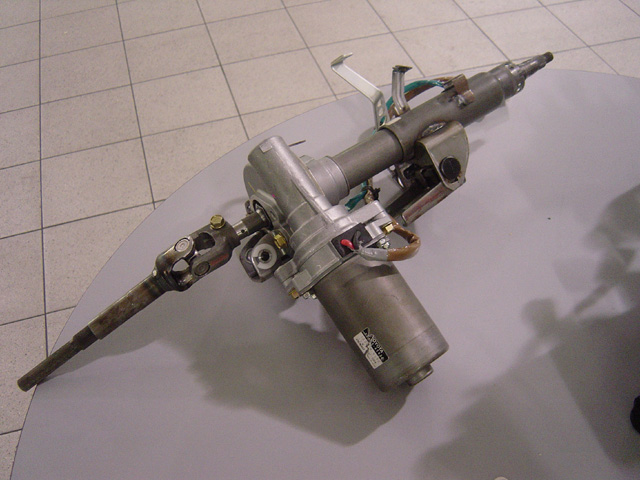
Elektrický posilovač řízení z vozu Toyota Prius

Posilovač řízení je hydraulické či elektrické zařízení, které snižuje ovládací sílu, potřebnou k otočení volantu. U vozidel, které mají zatíženou přední nápravu, je potřeba vyvinout velkou sílu na otočení volantem, zejména když vozidlo stojí nebo se pohybuje malou rychlostí. U nákladních vozidel se to dříve řešilo zvětšením průměru volantu (zvětšilo se rameno páky, a tím se snížila potřebná síla). Řešením je mechanické zpřevodování, zvýší se však počet otáček volantu, potřebných k zatočení. Dnes se u vozidel používají hydraulické posilovače řízení či moderní elektrické posilovače (systémy EPAS či NSK EPS). Základním požadavkem na posilovače řízení je umožnění řízení i v případě poruchy posilovače (musí být zachována mechanická vazba). Dále je potřeba, aby posilovač s vzrůstající rychlostí zmenšoval svůj účinek. Nevýhodou hydraulických posilovačů je spotřebovávání výkonu motoru pro pohon čerpadla i v době, kdy posilovač nekoná práci. Elektrické posilovače tímto netrpí a navíc jsou lehčí a spolehlivější a umožňují volbu více režimů (např. režim CITY pro parkování). Elektrické posilovače jsou součástí i elektromobilů. Jejich výkonnější verze slouží k automatickému řízení vozů.

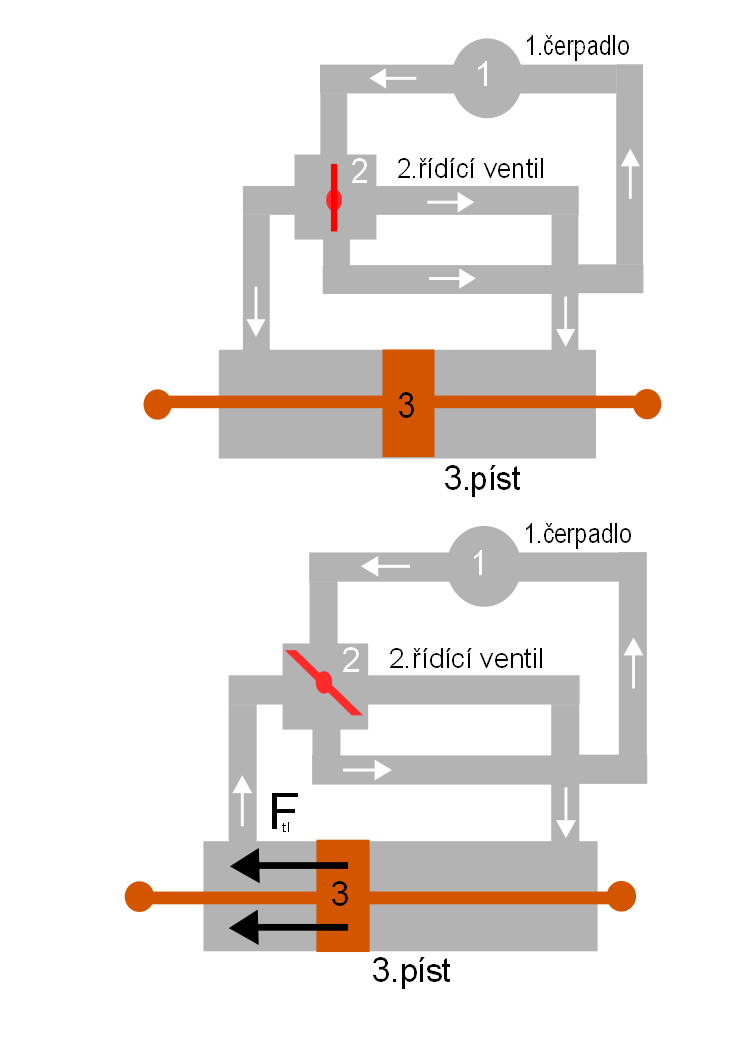
Hydraulický posilovač řízení